# ホーレス・ケプロン

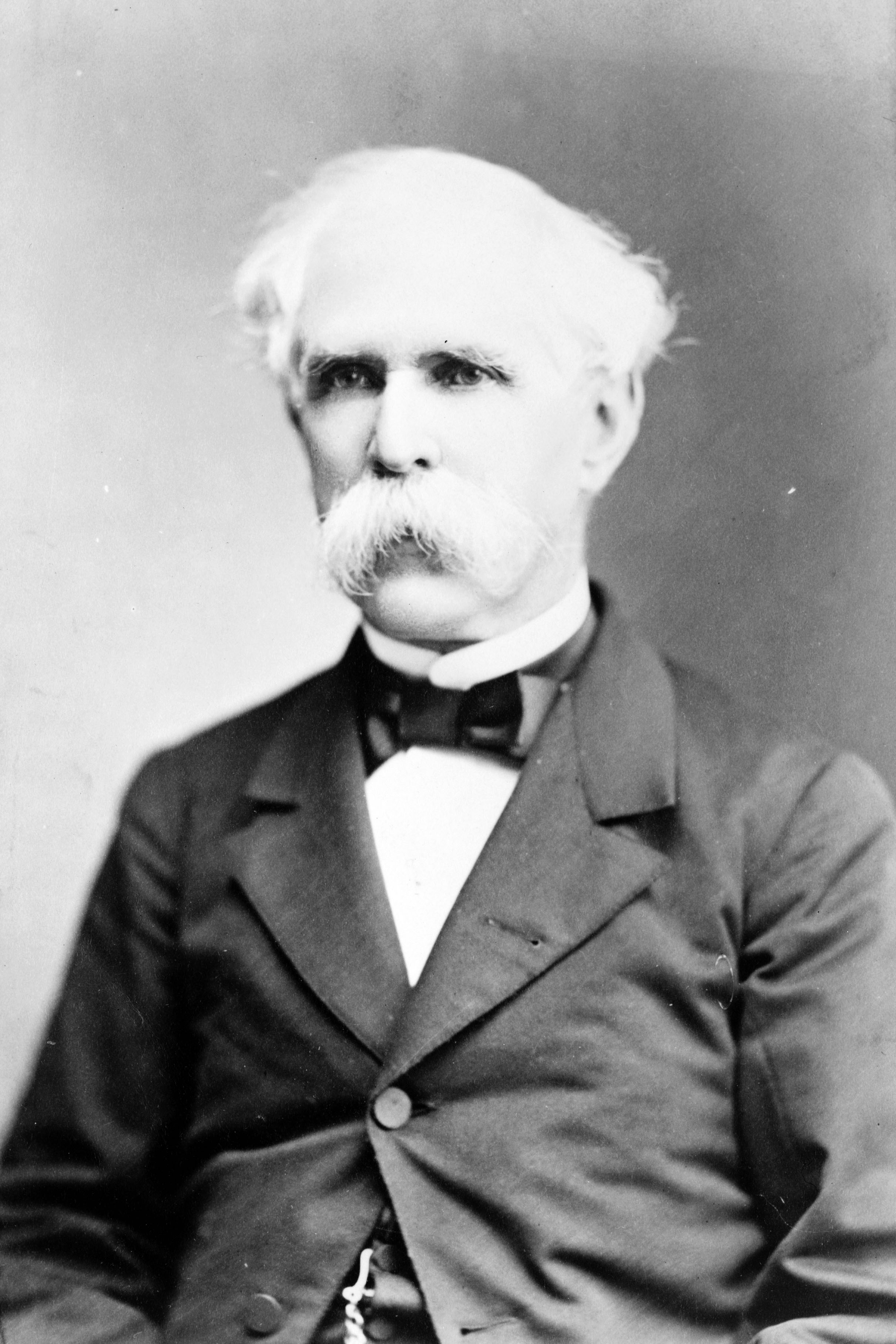
ホーレス・ケプロン

ホーレス・ケプロン（Horace Capron、1804年8月31日 - 1885年2月22日）は、アメリカ合衆国の軍人、政治家。お雇い外国人の1人。

## 略歴・業績
マサチューセッツ州の医師セス・ケプロンの四男として、同年ニューヨーク州に移り、オナイダ郡ホワイツボロで育つ。
1825年、21歳の時にワルデンに移住。父及び長兄（ニュートン・マン）が経営する綿布製造業に従事した。経験を積んだ後、各地の工場で監督を務めた。1829年、25歳でメリーランド州ワーレンの織物工場の監督、次いでサヴェジの紡績工場監督。
1833年、ボルチモア・ワシントン鉄道敷設の際、アイルランド労働者が暴動を起こしたが、ケプロンが民軍を組織して鎮圧に当たった。
南北戦争に北軍義勇兵として従軍後、アメリカ合衆国政府で農務局長となった。1871年（明治3 - 4年）、渡米していた黒田清隆に懇願され、職を辞し、同年7月訪日。開拓使御雇教師頭取兼開拓顧問となる。1875年（明治8年）5月帰国。
日本では積極的に北海道の視察を行い、多くの事業を推進した。札幌農学校開学までのお膳立てをしたのもケプロンである。また、1872年（明治4 - 5年）、開拓使東京事務所で、ケプロン用の食事にライスカレー（当時の表記はタイスカリイ）が提供されていることが分かっており、これはライスカレーという単語が使われた最初期の例である。
ケプロンの仕事は多岐にわたり、北海道の道路建設、鉱業、工業、農業、水産業など、開拓のほぼ全領域に渡っている。特に著名で重要なものを次に記載する。
北海道は寒く、イネが育たないため、麦をつくることを奨励。北海道ではパン食を推進すべきだと主張した。ケプロンが麦作を奨励したことは、後に開拓使麦酒醸造所（後のサッポロビール）が設立される遠因になった。他にジャガイモ・タマネギ・テンサイ・ホップ・トウモロコシ・リンゴの生産も奨励した。
単に魚をとるだけでなく、塩漬けなどに加工すれば重要な輸出品になると進言。ケプロンの進言に従い、1877年（明治10年）10月10日（ケプロン離日後）、日本初の缶詰量産工場である石狩缶詰所が作られた。この日（10月10日）は、日本では缶詰の日になっている。開拓使はこれ以外にも道内沿岸部に次々とサケ缶詰製造工場を建設した。
ケプロンの進言に従い、札幌 - 室蘭間、森 - 函館間までの馬車道が整備された（室蘭 - 森間は航路）。この道は札幌本道と呼ばれ、現在の国道36号と国道5号の基礎となっている。ケプロンは、可能ならば札幌 - 室蘭間に鉄道も敷くべきだと進言したが、ケプロンの在日期間中には敷設されなかった。
1885年（明治18年）2月21日、ワシントン記念塔の建設祝賀会式典に出席し、帰宅後に気分の不調を訴え、そのまま翌22日に80年の生涯を閉じた。その遺骸は、ワシントンのオークヒルに葬られている。
大通公園に黒田清隆像と並んで銅像が建っている。
日本の生人形の収集家でもあった。

## 著書
- 「ホーレス・ケプロン自伝」（翻訳：西島照男） ISBN 4832889036
- 「蝦夷と江戸 ケプロン日誌」（翻訳：西島照男）